# 雲英末雄
雲英 末雄（きら すえお、1940年3月28日 - 2008年10月6日）は、日本の国文学者。学位は、文学博士（早稲田大学・論文博士・1986年）（学位論文『元禄京都俳壇研究』）。早稲田大学名誉教授。

## 来歴
1940年3月、愛知県幡豆郡一色町（現西尾市）生まれ。1964年、早稲田大学文学部国文科卒。1972年、同大学院博士課程退学。同年、窪田空穂賞受賞。
愛知淑徳短期大学専任講師、大阪女子大学助教授を経て、早稲田大学文学部教授、早稲田大学文学学術院教授。1985年芸術選奨文部大臣賞受賞。1986年『元禄京都俳壇研究』で、早稲田大学より文学博士の学位を取得。2008年、急性骨髄性白血病のため、68歳で逝去。
没後、蒐集していた俳諧関係資料のコレクションは、その全てが早稲田大学図書館に「雲英文庫」として収蔵された。コレクションは、約2000点におよぶ俳書にはじまり、俳人の書簡や句稿等の真跡類、俳画、短冊、摺物などの俳諧関係資料がその中核をなし、俳諧の源泉ともいえる和歌・連歌関係資料の稀覯書が含まれている。俳諧以外の文芸、宗教、地誌、医薬などといった様々なジャンルの版本も幅広く蒐集されており、近世出版文化の多様性を示す貴重な標本資料群となっている。

## 著書
- 『元禄京都俳壇研究』 勉誠社 1985
- 『俳書の話』青裳堂書店 1989
- 『草の蝶』私家版　1990
- 『鳥は雲に 近世俳人書画逍遥』和泉書院 1995
- 『俳書の世界』青裳堂書店 1999
- 『続古俳書雑記』日本古書通信社(こつう豆本)2000
- 『梟の声 近世俳人短冊逍遥』北溟社 2001
- 『鶯の昔に 近世俳人短冊逍遥』本阿弥書店 2004
- 『芭蕉の孤高蕪村の自在 ひとすじの思念と多彩な表象』草思社 2005

### 編纂・校訂
- 『貞門談林諸家句集』笠間書院 1971
- 松尾芭蕉『おくのほそ道』勉誠社 1980
- 『元禄京都諸家句集』勉誠社 1983
- 『近世文学研究事典』岡本勝共編 桜楓社 1986
- 『日本の文学　芭蕉集』ほるぷ出版 1987
- 『芭蕉連句古注集 猿蓑篇』汲古書院 1987
- 竹内玄玄一『俳家奇人談・続俳家奇人談』岩波文庫 1987
- 『講座 元禄の文学』全5巻 浅野晃、谷脇理史・宗政五十緒・原道生共編 勉誠社 1992-93
- 『古俳書 稀本零葉集』青裳堂書店 1995
- 『安永三年蕪村春興帖』太平書屋 1996
- 『影法師 絵俳書 晩鈴』クラウディア・ワルタマン共編 古典文庫 1996
- 生川春明『誹家大系圖 古風談林正風』青裳堂書店 1997
- 『姑射文庫』寺島徹共編 古典文庫 1998
- 『新編日本古典文学全集　61 俳諧集』暉峻康隆・加藤定彦共編 小学館 2001
- 『新編日本古典文学全集　72 近世俳句俳文集』 小学館 2001
- 『俳諧一枚摺の世界』 早稲田大学文学部 2001
- 『江戸書物の世界 雲英文庫を中心にたどる』（笠間書院、2010） 佐藤勝明補訂
- 『芭蕉全句集　現代語訳付』角川ソフィア文庫　2010　佐藤勝明補訂
- 『花見車・元禄百人一句』岩波文庫 2020　佐藤勝明共校注

## 論文
- 雲英末雄